# Kim Chi-won
Dans ce nom coréen, le nom de famille, Kim, précède le nom personnel.
Pour les articles homonymes, voir Kim.
Kim Chi-won (en coréen 김지원), née le 10 novembre 1943 en Corée, morte le 30 janvier 2013, est une écrivaine sud-coréenne.

## Biographie
Kim Chi-won est née en 1943 dans la province de Gyeonggi, en Corée. Elle a grandi dans une famille littéraire : sa mère est Ch'oe Chong-hui, qui était l'une des écrivaines coréennes les plus populaires du XXe siècle, et la sœur de Kim, Kim Ch'ae-won est également écrivain. En 1965, Kim Chi-won est diplômée de l' Université d'Ehwa et publie son premier article en 1974. Depuis les années 1970, Kim vit à New York.

## Travaux
Kim Chi-won écrit principalement sur les femmes dans des relations ratées avec leur mari (A Certain Beginning en 1974 et Lullaby en 1979). Dans A Certain Beginning, une femme est désespérément prise au piège entre les attentes sociales de l'argent et les relations. Situé aux États-Unis, le protagoniste Yun-ja accepte d'épouser Chong-il afin qu'il puisse obtenir une carte verte. Laissée par son premier mari et à l'âge mûr, Yun-ja espère que le mariage se déroulera réellement, à la fois parce que ce serait un changement bienvenu et parce qu'elle aspire à un meilleur appartement. Alors que Yun-ja et Chong-il semblent ouverts à cette possibilité au début, Chong-il en vient à voir son arrangement comme l'achat d'une prostituée vieillissante. Les femmes sont dépeintes comme n'ayant que leur corps comme atout et bien que Yun-ja fasse une courageuse déclaration d'indépendance à la fin du livre, cela semble une déclaration vide compte tenu de ses sentiments de vulnérabilité liés à son mariage précédent, à son âge et à sa condition physique.
L'intrigue de Almaden est similaire. Une Coréenne à New York est mécontente de son mariage et de sa vie. Au magasin d'alcools dans lequel elle et son mari travaillent, un client régulier devient le centre de ses rêves de relation. Elle devient de plus en plus mécontente de sa vraie vie, mais lorsque son amant de fantaisie disparaît, elle est laissée dans sa position initiale, espérant inutilement qu'un autre homme viendra la sauver de son sort.